# 1803 en architecture
| Années de l'architecture : 1800 - 1801 - 1802 - 1803 - 1804 - 1805 - 1806    |
| Décennies de l'architecture : 1770 - 1780 - 1790 - 1800 - 1810 - 1820 - 1830 |

Cet article présente les faits marquants de l'année 1803 en architecture.

## Réalisations
- Palais Sándor : Bâtiment de style néo-classique, situé à Budapest.

## Récompenses
- Prix de Rome : un port maritime, François-Narcisse Pagot premier prix et André Chatillon deuxième prix.

## Naissances
- 12 février : François-Alexis Cendrier († 8 mai 1893)
- 30 juin : Ernst Bernhard Lohrmann († 17 juin 1870)
- 3 août : Joseph Paxton († 8 juin 1865)
- 26 octobre : Joseph Hansom († 29 juin 1882)
- 28 novembre : Gottfried Semper († 15 mai 1879)